# Вілмонт (Міннесота)
Вілмонт (англ. Wilmont) — місто (англ. city) в США, в окрузі Ноблс штату Міннесота. Населення — 332 особи (2020).

## Географія
Вілмонт розташований за координатами 43°45′55″ пн. ш. 95°49′41″ зх. д. / 43.76528° пн. ш. 95.82806° зх. д. (43.765150, -95.827988).  За даними Бюро перепису населення США в 2010 році місто мало площу 2,96 км², з яких 2,96 км² — суходіл та 0,00 км² — водойми.

## Демографія
Згідно з переписом 2010 року, у місті мешкало 339 осіб у 143 домогосподарствах у складі 97 родин. Густота населення становила 114 особи/км².  Було 152 помешкання (51/км²).
Расовий склад населення:
| - 95,9 % — білих - 2,1 % — чорних або афроамериканців - 0,6 % — азіатів - 0,3 % — корінних американців |

До двох чи більше рас належало 0,9 %. Частка іспаномовних становила 1,2 % від усіх жителів.
За віковим діапазоном населення розподілялося таким чином: 26,8 % — особи молодші 18 років, 59,3 % — особи у віці 18—64 років, 13,9 % — особи у віці 65 років та старші. Медіана віку мешканця становила 36,9 року. На 100 осіб жіночої статі у місті припадало 96,0 чоловіків;  на 100 жінок у віці від 18 років та старших — 93,8 чоловіків також старших 18 років.
Середній дохід на одне домашнє господарство  становив 54 820 доларів США (медіана — 45 000), а середній дохід на одну сім'ю — 50 094 долари (медіана — 46 250). За межею бідності перебувало 10,2 % осіб, у тому числі 15,1 % дітей у віці до 18 років та 8,2 % осіб у віці 65 років та старших.
Цивільне працевлаштоване населення становило 187 осіб. Основні галузі зайнятості: освіта, охорона здоров'я та соціальна допомога — 16,0 %, виробництво — 14,4 %, роздрібна торгівля — 12,3 %, фінанси, страхування та нерухомість — 10,7 %.